# 山中襄太
山中 襄太（やまなか じょうた、1895年3月5日 - 1996年4月2日）は、英語教師、日本語研究者。
三重県員弁郡白瀬村（現いなべ市）出身。三重師範学校卒、國學院大學中退、日本大学中退。旧制中学で国語・漢文・英語を教えた。定年後御、日本語の語源について多くの著述を行った。101歳まで生きた。

## 著書
- 『英和語源辞典 比較類推』編著 日本教学出版 1956
- 『地名語源辞典』校倉書房 1968
- 『方言俗語語源辞典』校倉書房 1970
- 『語源十二支物語 付=鳥獣名語源物語』大修館書店 1974
- 『人名地名の語源』大修館書店 1975
- 『国語語源辞典』校倉書房 1976
- 『語源博物誌』大修館書店 1976
- 『風土語源物語』毎日新聞社 1976
- 『続・語源博物誌』大修館書店 1977
- 『日本語源の史的究明』校倉書房 1978
- 『コトバの源を探る』教育出版 1979
- 『続・地名語源辞典』校倉書房 1979
- 『続・国語語源辞典』校倉書房 1985